# Arcones
Arcones è un comune spagnolo di 228 abitanti situato nella comunità autonoma di Castiglia e León.